# Bebouwd perifeer landschap
De term bebouwd perifeer landschap is afkomstig uit de ruimtelijke ordening. Het is een categorie in de nederzettingenstructuren van het buitengebied. 
Een bebouwd perifeer landschap is een gebied waar bebouwing fragmentarisch voorkomt, in een ongedefinieerd patroon van verschillende types van bebouwing en andere infrastructuur. Er is open ruimte aanwezig maar zeer versnipperd.

## Kenmerken
Bebouwde perifere landschappen bestaan meestal uit residentiële woonparken of villawijken, bungalowparken en gebieden met halfopen bebouwing afgewisseld met kleine dichtbewoonde kernen met kleinhandelszaken en verkeersknooppunten.
Voorbeelden van een bebouwd perifeer landschap zijn de streek ten zuiden van Brussel met o.a. Hoeilaart, Sint-Genesius-Rode en Overijse en ten noordoosten van Antwerpen met Kapellen, Brasschaat en Brecht.

## Beleid
Het beleid in een bebouwd perifeer landschap is in principe gericht op:
- bescherming van de resterende open ruimte;
- verbeteren van de interne samenhang tussen de fragmenten;
- bundelen van nieuwe ontwikkelingen op plaatsen waar reeds verdichting bestaat of waar deze wenselijk is, bijvoorbeeld in de bestaande kernen of bij knooppunten van openbaar vervoer;
- creëren van een verkeersnetwerk voor wandelaars en fietsers.